# Ciclismo en los Juegos Olímpicos de Pekín 2008
El ciclismo en los Juegos Olímpicos de Pekín 2008 se realizó en cuatro instalaciones de la ciudad de Pekín, entre el 9 y el 23 de agosto de 2008.
En total se disputaron en este deporte 18 pruebas diferentes (11 en la categoría masculina y 7 en la femenina), repartidas en cuatro disciplinas ciclistas: 4 pruebas de ruta, 10 de pista, 2 de montaña y 2 de BMX. El programa se vio modificado en relación con la edición pasada, si bien el número de pruebas se mantuvo igual, en 18. En la modalidad de pista fueron eliminadas las pruebas de contrarreloj (1 km masculino y 500 m femenino), y fue agregada al programa por primera vez la modalidad de BMX, con una carrera masculina y una femenina.
España cosechó cuatro medallas, dos de oro (Samuel Sánchez en ruta individual y Joan Llaneras en puntuación), una de plata (Joan Llaneras y Antonio Tauler en madison) y una de bronce (Leire Olaberría en puntuación femenina). Además, se obtuvieron diplomas olímpicos en ruta contrarreloj (Alberto Contador, cuarto, y Samuel Sánchez, sexto), en persecución individual (Antonio Tauler, sexto), en persecución por equipos (Sergi Escobar, Asier Maeztu, Antonio Miguel Parra y David Muntaner, séptimo) y en la prueba de montaña de campo a través (Iñaki Lejarreta, octavo).
Una medalla de oro logró Argentina en madison (Juan Esteban Curuchet y Walter Pérez) y Cuba una de plata en puntuación femenina (Yoanka González). Además, lograron diploma olímpico la argentina Gabriela Díaz (quinta en BMX) y los colombianos Andrés Jiménez (cuarto en BMX), María Luisa Calle (cuarta en puntuación) y Santiago Botero (séptimo en ruta).
En ciclismo en pista, el equipo del Reino Unido batió el récord mundial de persecución por equipos. Además fueron establecidas tres plusmarcas olímpicas: Chris Hoy en velocidad individual, Bradley Wiggins en persecución individual y Victoria Pendleton en velocidad individual –las tres en la rondas preliminares–.

## Sedes
- Ciclismo en ruta – Circuito en Pekín y alrededores, con salida en la plaza de Yongdingmen y llegada en el paso Juyong
- Ciclismo en pista – Velódromo de Laoshan
- Ciclismo de montaña – Circuito de Laoshan para Bicicleta de Montaña
- Ciclismo BMX – Pista de Laoshan para BMX

## Calendario de competición
Todos los horarios están en hora local de Pekín (UTC+8)
| Sábado 9 de agosto de 2008 | Sábado 9 de agosto de 2008 | Sábado 9 de agosto de 2008 | Sábado 9 de agosto de 2008 |
| -------------------------- | -------------------------- | -------------------------- | -------------------------- |
| Inicio                     | Fin                        | Prueba                     |                            |
| 11:00                      | 17:30                      | Carrera en ruta masculina  |                            |

| Domingo 10 de agosto de 2008 | Domingo 10 de agosto de 2008 | Domingo 10 de agosto de 2008 | Domingo 10 de agosto de 2008 |
| ---------------------------- | ---------------------------- | ---------------------------- | ---------------------------- |
| Inicio                       | Fin                          | Prueba                       |                              |
| 14:00                        | 17:30                        | Carrera en ruta femenina     |                              |

| Miércoles 13 de agosto de 2008 | Miércoles 13 de agosto de 2008 | Miércoles 13 de agosto de 2008 | Miércoles 13 de agosto de 2008 |
| ------------------------------ | ------------------------------ | ------------------------------ | ------------------------------ |
| Inicio                         | Fin                            | Prueba                         |                                |
| 11:30                          | 13:05                          | Contrarreloj femenina          |                                |
| 13:30                          | 17:10                          | Contrarreloj masculina         |                                |

| Viernes 15 de agosto de 2008 | Viernes 15 de agosto de 2008 | Viernes 15 de agosto de 2008      | Viernes 15 de agosto de 2008 |
| ---------------------------- | ---------------------------- | --------------------------------- | ---------------------------- |
| Inicio                       | Fin                          | Prueba                            | Ronda                        |
| 16:30                        | 16:55                        | Velocidad por equipos masculina   | Clasificación                |
| 16:55                        | 17:45                        | Persecución por equipos masculina | Clasificación                |
| 17:45                        | 18:00                        | Velocidad por equipos masculina   | 1.ª ronda                    |
| 18:00                        | 18:40                        | Persecución por equipos femenina  | Clasificación                |
| 18:40                        | 18:50                        | Velocidad por equipos masculina   | Final                        |

| Sábado 16 de agosto de 2008 | Sábado 16 de agosto de 2008 | Sábado 16 de agosto de 2008       | Sábado 16 de agosto de 2008 |
| --------------------------- | --------------------------- | --------------------------------- | --------------------------- |
| Inicio                      | Fin                         | Prueba                            | Ronda                       |
| 16:30                       | 16:50                       | Persecución por equipos masculina | 1.ª ronda                   |
| 16:50                       | 17:05                       | Keirin masculino                  | 1.ª ronda                   |
| 17:05                       | 17:25                       | Persecución por equipos femenina  | 1.ª ronda                   |
| 17:25                       | 17:40                       | Keirin masculino                  | Repesca                     |
| 17:40                       | 18:30                       | Puntuación masculina              | Puntuación masculina        |
| 18:30                       | 18:40                       | Keirin masculino                  | 2.ª ronda                   |
| 18:50                       | 19:05                       | Persecución por equipos masculina | Final                       |
| 19:15                       | 19:25                       | Keirin masculino                  | Final                       |

| Domingo 17 de agosto de 2008 | Domingo 17 de agosto de 2008 | Domingo 17 de agosto de 2008      | Domingo 17 de agosto de 2008 |
| ---------------------------- | ---------------------------- | --------------------------------- | ---------------------------- |
| Inicio                       | Fin                          | Prueba                            | Ronda                        |
| 10:00                        | 11:05                        | Persecución por equipos masculina | Clasificación                |
| 11:05                        | 11:20                        | Velocidad femenina                | Clasificación                |
| 11:20                        | 11:45                        | Velocidad masculina               | Clasificación                |
| 16:30                        | 17:05                        | Velocidad masculina               | 1/16 de final                |
| 17:05                        | 17:15                        | Persecución por equipos femenina  | Final                        |
| 17:15                        | 17:35                        | Velocidad femenina                | Octavos de final             |
| 17:35                        | 17:55                        | Velocidad femenina                | Octavos de final             |
| 18:05                        | 18:10                        | Velocidad femenina                | Repesca                      |
| 18:10                        | 18:15                        | Velocidad masculina               | Repesca                      |
| 18:15                        | 18:45                        | Persecución por equipos masculina | 1.ª ronda                    |

| Lunes 18 de agosto de 2008 | Lunes 18 de agosto de 2008 | Lunes 18 de agosto de 2008        | Lunes 18 de agosto de 2008 |
| -------------------------- | -------------------------- | --------------------------------- | -------------------------- |
| Inicio                     | Fin                        | Prueba                            | Ronda                      |
| 16:30                      | 17:05                      | Puntuación femenina               | Puntuación femenina        |
| 17:05                      | 17:20                      | Velocidad femenina                | Cuartos de final 1         |
| 17:20                      | 17:35                      | Velocidad masculina               | Cuartos de final 1         |
| 17:45                      | 18:00                      | Velocidad femenina                | Cuartos de final 2         |
| 18:00                      | 18:15                      | Velocidad masculina               | Cuartos de final 2         |
| 18:15                      | 18:30                      | Persecución por equipos masculina | Final                      |
| 18:30                      | 18:40                      | Velocidad femenina                | Cuartos de final 3         |
| 18:40                      | 18:50                      | Velocidad masculina               | Cuartos de final 3         |

| Martes 19 de agosto de 2008 | Martes 19 de agosto de 2008 | Martes 19 de agosto de 2008 | Martes 19 de agosto de 2008 |
| --------------------------- | --------------------------- | --------------------------- | --------------------------- |
| Inicio                      | Fin                         | Prueba                      | Ronda                       |
| 16:30                       | 16:40                       | Velocidad femenina          | Semifinal 1                 |
| 16:40                       | 16:50                       | Velocidad masculina         | Semifinal 1                 |
| 16:50                       | 16:55                       | Velocidad masculina         | Puesto del 9.º al 12.º      |
| 16:55                       | 17:05                       | Velocidad femenina          | Semifinal 2                 |
| 17:05                       | 17:15                       | Velocidad masculina         | Semifinal 2                 |
| 17:15                       | 17:20                       | Velocidad femenina          | Puesto del 9.º al 12.º      |
| 17:20                       | 17:25                       | Velocidad femenina          | Semifinal 3                 |
| 17:25                       | 17:30                       | Velocidad masculina         | Semifinal 3                 |
| 17:30                       | 18:25                       | Madison masculino           | Madison masculino           |
| 18:25                       | 18:35                       | Velocidad femenina          | Final serie 1               |
| 18:35                       | 18:45                       | Velocidad masculina         | Final serie 1               |
| 18:45                       | 18:50                       | Velocidad femenina          | Puesto del 5.º al 8.º       |
| 18:50                       | 18:55                       | Velocidad masculina         | Puesto del 5.º al 8.º       |
| 18:55                       | 19:05                       | Velocidad femenina          | Final serie 2               |
| 19:05                       | 19:15                       | Velocidad masculina         | Final serie 2               |
| 19:25                       | 19:30                       | Velocidad femenina          | Final serie 3               |
| 19:30                       | 19:35                       | Velocidad masculina         | Final serie 3               |

| Miércoles 20 de agosto de 2008 | Miércoles 20 de agosto de 2008 | Miércoles 20 de agosto de 2008 | Miércoles 20 de agosto de 2008 |
| ------------------------------ | ------------------------------ | ------------------------------ | ------------------------------ |
| Inicio                         | Fin                            | Prueba                         | Ronda                          |
| 8:00                           | 8:45                           | BMX masculino                  | Contrarreloj carrera 1         |
| 8:45                           | 9:15                           | BMX femenino                   | Contrarreloj carrera 1         |
| 9:15                           | 10:00                          | BMX masculino                  | Contrarreloj carrera 2         |
| 10:00                          | 10:30                          | BMX femenino                   | Contrarreloj carrera 2         |
| 10:40                          | 11:00                          | BMX masculino                  | Cuartos de final 1             |
| 11:05                          | 11:20                          | BMX masculino                  | Cuartos de final 2             |

| Jueves 21 de agosto de 2008 | Jueves 21 de agosto de 2008 | Jueves 21 de agosto de 2008 | Jueves 21 de agosto de 2008 |
| --------------------------- | --------------------------- | --------------------------- | --------------------------- |
| Inicio                      | Fin                         | Prueba                      | Ronda                       |
| 8:15                        | 8:30                        | BMX masculino               | Cuartos de final 3          |
| 8:45                        | 8:53                        | BMX femenino                | Semifinal 1                 |
| 8:53                        | 9:00                        | BMX masculino               | Semifinal 1                 |
| 9:15                        | 9:23                        | BMX femenino                | Semifinal 2                 |
| 9:23                        | 9:31                        | BMX masculino               | Semifinal 2                 |
| 9:45                        | 9:53                        | BMX femenino                | Semifinal 3                 |
| 9:53                        | 10:01                       | BMX masculino               | Semifinal 3                 |
| 10:15                       | 10:20                       | BMX femenino                | Final                       |
| 10:25                       | 10:30                       | BMX masculino               | Final                       |

| Viernes 22 de agosto de 2008 | Viernes 22 de agosto de 2008 | Viernes 22 de agosto de 2008 | Viernes 22 de agosto de 2008 |
| ---------------------------- | ---------------------------- | ---------------------------- | ---------------------------- |
| Inicio                       | Fin                          | Prueba                       |                              |
| 15:00                        | 17:15                        | Campo a través femenino      |                              |

| Sábado 23 de agosto de 2008 | Sábado 23 de agosto de 2008 | Sábado 23 de agosto de 2008 | Sábado 23 de agosto de 2008 |
| --------------------------- | --------------------------- | --------------------------- | --------------------------- |
| Inicio                      | Fin                         | Prueba                      |                             |
| 15:00                       | 17:45                       | Campo a través masculino    |                             |

## Medallistas

### Ciclismo en ruta

#### Masculino
| Evento                      | Oro                                    | Plata                                | Bronce                                        |
| --------------------------- | -------------------------------------- | ------------------------------------ | --------------------------------------------- |
| Ruta (9 de agosto)          | Samuel Sánchez · España · 6:23:49      | Fabian Cancellara · Suiza · 6:23:49  | Alexandr Kolobnev · Rusia · 6:23:49           |
| Contrarreloj (13 de agosto) | Fabian Cancellara · Suiza · 1:02:11,43 | Gustav Larsson · Suecia · 1:02:44,79 | Levi Leipheimer · Estados Unidos · 1:03:21,11 |

#### Femenino
| Evento                      | Oro                                           | Plata                                | Bronce                             |
| --------------------------- | --------------------------------------------- | ------------------------------------ | ---------------------------------- |
| Ruta (10 de agosto)         | Nicole Cooke · Reino Unido · 3:32:24          | Emma Johansson · Suecia · 3:32:24    | Tatiana Guderzo · Italia · 3:32:24 |
| Contrarreloj (13 de agosto) | Kristin Armstrong · Estados Unidos · 34:51,72 | Emma Pooley · Reino Unido · 35:16,01 | Karin Thürig · Suiza · 35:50,99    |

### Ciclismo en pista

#### Masculino
| Evento                                 | Oro                                                                                         | Plata | Bronce                                                                                              |
| -------------------------------------- | ------------------------------------------------------------------------------------------- | --- | --------------------------------------------------------------------------------------------------- |
| Velocidad individual (19 de agosto)    | Chris Hoy · Reino Unido                                                                     | Jason Kenny · Reino Unido                                                                                               | Mickaël Bourgain · Francia                                                                          |
| Velocidad por equipos (15 de agosto)   | Reino Unido · Chris Hoy · Jason Kenny · Jamie Staff · 43,128                                | Francia · Grégory Baugé · Kévin Sireau · Arnaud Tournant · 43,651                                                       | Alemania · René Enders · Maximilian Levy · Stefan Nimke · 44,014                                    |
| Persecución individual (16 de agosto)  | Bradley Wiggins · Reino Unido · 4:16,977                                                    | Hayden Roulston · Nueva Zelanda · 4:19,611                                                                              | Steven Burke · Reino Unido · 4:20,947                                                               |
| Persecución por equipos (18 de agosto) | Reino Unido · Edward Clancy · Paul Manning · Geraint Thomas · Bradley Wiggins · 3:53,314 RM | Dinamarca · Michael Mørkøv · Casper Jørgensen · Jens-Erik Madsen · Alex Rasmussen · Michael Færk Christensen · 4:00,040 | Nueva Zelanda · Sam Bewley · Hayden Roulston · Marc Ryan · Jesse Sergent · Westley Gough · 3:57,776 |
| Carrera por puntos (16 de agosto)      | Joan Llaneras · España · 61 pts.                                                            | Roger Kluge · Alemania · 58 pts.                                                                                        | Chris Newton · Reino Unido · 53 pts.                                                                |
| Keirin (16 de agosto)                  | Chris Hoy · Reino Unido                                                                     | Ross Edgar · Reino Unido                                                                                                | Kiyofumi Nagai · Japón                                                                              |
| Madison (19 de agosto)                 | Juan Esteban Curuchet · Walter Fernando Pérez · Argentina · 8 pts.                          | Joan Llaneras · Antonio Tauler · España · 7 pts.                                                                        | Mijail Ignatiev · Alexei Markov · Rusia · 6 pts.                                                    |

#### Femenino
| Evento                                | Oro                                     | Plata                                      | Bronce                                |
| ------------------------------------- | --------------------------------------- | ------------------------------------------ | ------------------------------------- |
| Velocidad individual (19 de agosto)   | Victoria Pendleton · Reino Unido        | Anna Meares · Australia                    | Guo Shuang · República Popular China  |
| Persecución individual (17 de agosto) | Rebecca Romero · Reino Unido · 3:28,321 | Wendy Houvenaghel · Reino Unido · 3:30,395 | Lesia Kalytovska · Ucrania · 3:31,413 |
| Carrera por puntos (18 de agosto)     | Marianne Vos · Países Bajos · 30 pts.   | Yoanka González Pérez · Cuba · 18 pts.     | Leire Olaberria · España · 13 pts.    |

### Ciclismo de montaña
| Evento                                  | Oro                                | Plata                                      | Bronce                             |
| --------------------------------------- | ---------------------------------- | ------------------------------------------ | ---------------------------------- |
| Campo a través masculino (23 de agosto) | Julien Absalon · Francia · 1:55:59 | Jean-Christophe Péraud · Francia · 1:57:06 | Nino Schurter · Suiza · 1:57:52    |
| Campo a través femenino (22 de agosto)  | Sabine Spitz · Alemania · 1:45:11  | Maja Włoszczowska · Polonia · 1:45:52      | Irina Kalentieva · Rusia · 1:46:28 |

### Ciclismo BMX
| Evento                   | Oro                                       | Plata                                    | Bronce                                    |
| ------------------------ | ----------------------------------------- | ---------------------------------------- | ----------------------------------------- |
| Masculino (21 de agosto) | Māris Štrombergs · Letonia · 36,190       | Michael Day · Estados Unidos · 36,606    | Donald Robinson · Estados Unidos · 36,972 |
| Femenino (21 de agosto)  | Anne-Caroline Chausson · Francia · 35,976 | Laëtitia Le Corguillé · Francia · 38,042 | Jill Kintner · Estados Unidos · 38,674    |

## Medallero
| Núm. | País                    | Oro | Plata | Bronce | Total |
| ---- | ----------------------- | --- | ----- | ------ | ----- |
| 1    | Reino Unido             | 8   | 4     | 2      | 14    |
| 2    | Francia                 | 2   | 3     | 1      | 6     |
| 3    | España                  | 2   | 1     | 1      | 4     |
| 4    | Estados Unidos          | 1   | 1     | 3      | 5     |
| 5    | Suiza                   | 1   | 1     | 2      | 4     |
| 6    | Alemania                | 1   | 1     | 1      | 3     |
| 7    | Argentina               | 1   | 0     | 0      | 1     |
| 7    | Letonia                 | 1   | 0     | 0      | 1     |
| 7    | Países Bajos            | 1   | 0     | 0      | 1     |
| 10   | Suecia                  | 0   | 2     | 0      | 2     |
| 11   | Nueva Zelanda           | 0   | 1     | 1      | 2     |
| 12   | Australia               | 0   | 1     | 0      | 1     |
| 12   | Cuba                    | 0   | 1     | 0      | 1     |
| 12   | Dinamarca               | 0   | 1     | 0      | 1     |
| 12   | Polonia                 | 0   | 1     | 0      | 1     |
| 16   | Rusia                   | 0   | 0     | 3      | 3     |
| 17   | República Popular China | 0   | 0     | 1      | 1     |
| 17   | Italia                  | 0   | 0     | 1      | 1     |
| 17   | Japón                   | 0   | 0     | 1      | 1     |
| 17   | Ucrania                 | 0   | 0     | 1      | 1     |
|      | TOTAL                   | 18  | 18    | 18     | 54    |